# Erich Maria Remarque-Friedenszentrum

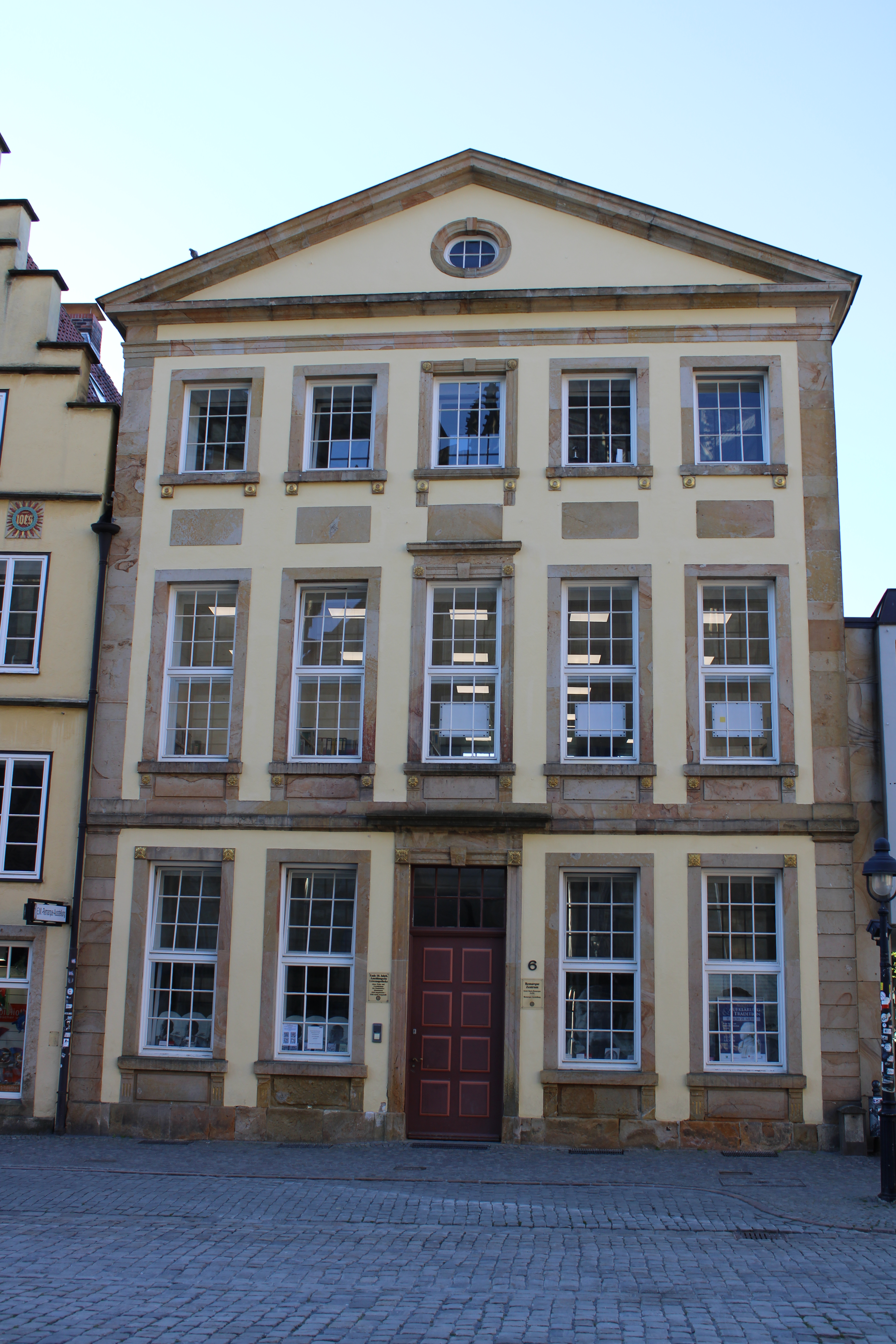
Das Erich Maria Remarque-Friedenszentrum am historischen Marktplatz der Stadt Osnabrück

Das 1996 eröffnete, von der Stadt Osnabrück und der Universität Osnabrück gemeinsam betriebene und mit Projektmitteln der Stiftung Niedersachsen eingerichtete Erich Maria Remarque-Friedenszentrum beherbergt das Erich Maria Remarque-Archiv mit der angeschlossenen Arbeitsstelle Krieg und Literatur sowie eine Dauerausstellung zu Leben und Werk Erich Maria Remarques. Die inhaltliche Zielsetzung der Arbeit des Friedenszentrums verfolgt das Erbe Erich Maria Remarques in der Tradition seiner humanistischen und pazifistischen Position.
Seit 2011 ist das Remarque-Friedenszentrum Mitglied im »International Network of Museums for Peace«, einem weltweiten Zusammenschluss von Museen, die dem Gedanken der Friedensförderung und Konfliktverhinderung verpflichtet sind. Ebenfalls seit 2011 ist das Remarque-Friedenszentrum Mitglied des internationalen Editorial Board des von der University of Westminster herausgegebenen Journal of War and Culture Studies, seit 2019 des Editorial Board der Zeitschriften Wortfolge (Katowice/Sosnowiec) und Libri & Liberi (Zagreb).
In 2017 war das Remarque-Friedenszentrum Gründungsmitglied des Netzwerkes »Orte der Demokratiegeschichte«, das von der Bundesregierung unterstützt und gefördert wird.

## Erich Maria Remarque
Erich Maria Remarque war ein deutscher Schriftsteller und ist Namensgeber für das Erich Maria Remarque-Friedenszentrum in Osnabrück. Er wurde am 22. Juni 1898 unter seinem bürgerlichen Namen Erich Paul Remark als zweiter Sohn des Buchbinders Peter Franz Remark und seiner Frau Anna Maria Remark (geb. Stallknecht) in Osnabrück geboren. Zusammen mit seinen beiden Schwestern Erna und Elfriede wuchs er in einem kleinbürgerlichen, katholischen Elternhaus auf. Im Alter von 18 Jahren wurde er in die Armee eingezogen und während seiner Tätigkeit als Schanzsoldat am 31. Juli 1917 an der Westfront in Flandern schwer verwundet. Er überlebte und verarbeitete seine Erfahrungen und die Erlebnisse zahlreicher anderer Soldaten Jahre später in seinem Roman Im Westen nichts Neues, in dem er die Folgen des Ersten Weltkrieges für den einzelnen Soldaten schildert. Bis heute ist der Roman ein internationales literarisches Symbol gegen die Schrecken des Krieges. Kurz vor der »Machtergreifung« der Nationalsozialisten im Januar 1933 verließ Remarque Deutschland und kehrte nie wieder für einen längeren Zeitraum dorthin zurück. Er lebte im Exil in der Schweiz und in den USA, wo er seiner schriftstellerischen Tätigkeit bis zuletzt nachging. Am 25. September 1970 starb Remarque in der Clinica Sant’ Agnese in Locarno, nahe seinem Wohnort Porto Ronco, wo sich auch sein Grab befindet.
Seit Erscheinen seines Romans Im Westen nichts Neues steht der Osnabrücker und Weltbürger Erich Maria Remarque für Menschenwürde, Menschenrechte und Toleranz. Remarque ist und bleibt einer der weltweit bekanntesten deutschen Autoren des 20. Jahrhunderts, ein Vertreter des »anderen Deutschlands«, der auf breite Akzeptanz in allen Kontinenten stößt.

## Dauerausstellung zu Leben und Werk Remarques
Im Rahmen des Kulturentwicklungsplans der Stadt Osnabrück von 1991 wurde u. a. festgelegt, dass im Jahre 1996 die ersten, hauptsächlich baulichen Schritte zur Einrichtung eines Remarque-Zentrums unternommen werden sollen.
Durch dieses finanziell von der Stiftung Niedersachsen unterstütze Projekt konnte eine Dauerausstellung zu Leben, Werk und Wirkung Remarques erarbeitet werden, die zahlreichen Besuchern der Stadt Osnabrück sowie ihren Einwohnern einen umfassenden Einblick in die Thematik gewährt. Die präsentierten Ausstellungsstücke, Ton- und Filmdokumente sowie eine didaktische Aufarbeitung der Thematik illustrieren nicht nur biografische und literarische oder literarisch-politische Aspekte aus dem Leben Remarques, sondern auch Aspekte der deutschen Geschichte des 20. Jahrhunderts. Eine direkte Anbindung der Dauerausstellung an das Remarque-Archiv gewährleistet den darüber hinaus Interessierten einen Zugang zu einzelnen Problemstellungen vertiefenden Materialien und ermöglicht so über den visuellen Zugang hinaus die intensive Auseinandersetzung.

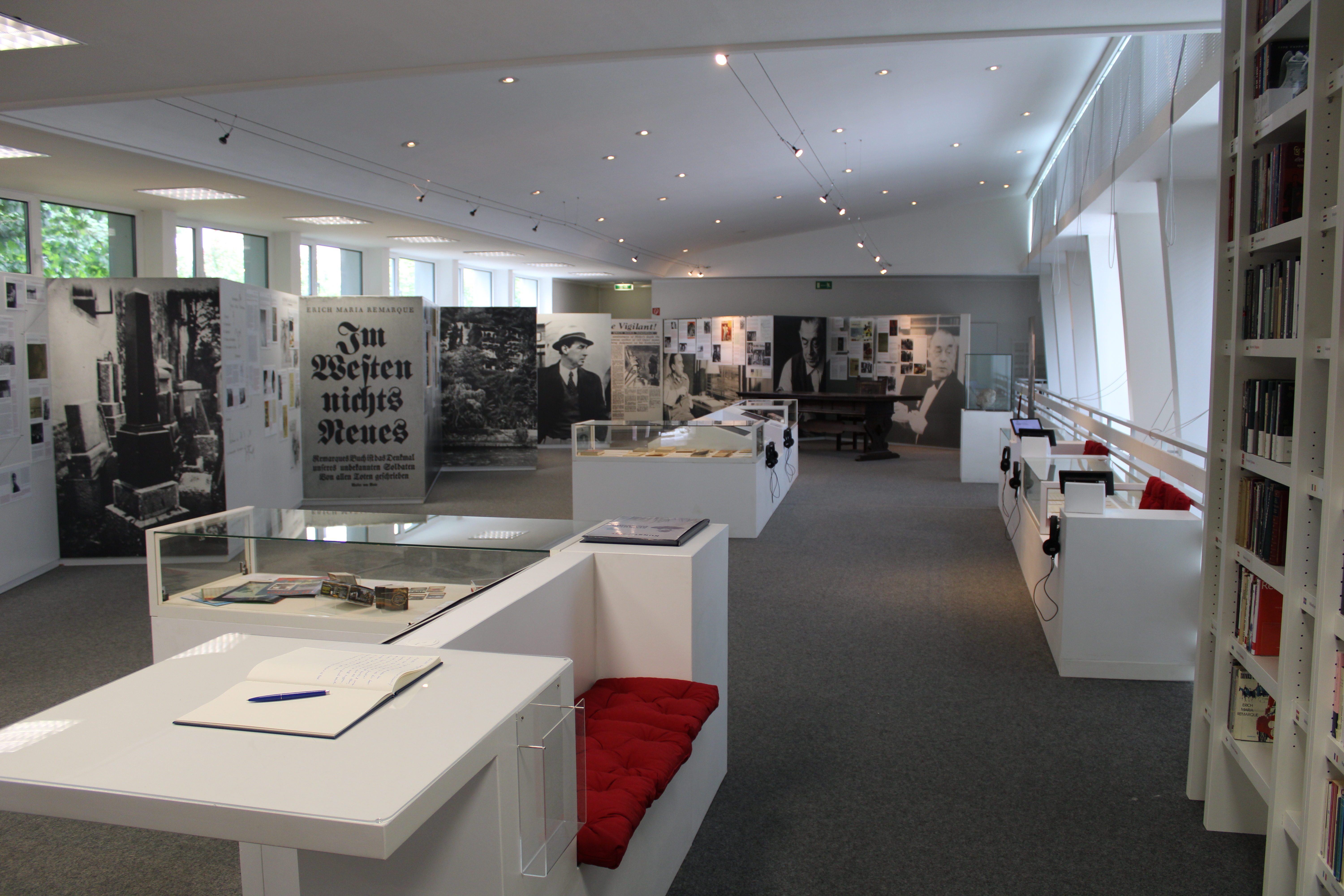
Dauerausstellung »Unabhängigkeit – Toleranz – Humor« im Erich Maria Remarque-Friedenszentrum

Im September 1996 wurde zunächst die Ausstellung »Remarque am Markt« eröffnet, bestehend aus seit 1988 erarbeiteten Präsentationen zu diversen Themenbereichen wie Biografie Remarques, sein Frühwerk oder Übersetzungen von Im Westen nichts Neues, erweitert um erste Teile der neuen Dauerausstellung.
Unter dem Titel Unabhängigkeit – Toleranz – Humor bietet die Dauerausstellung zu Leben und Werk Erich Maria Remarques anhand von zahlreichen Fotografien, Dokumenten und Handschriften einen detaillierten Blick in das Leben, das Werk und das Denken des Schriftstellers. Die Ausstellung ist durchgängig deutsch/englisch gehalten.
In sieben Abschnitten zur Jugend in Osnabrück (1898–1921), den Hannoveraner und Berliner Jahren (1922–1928), zur Diskussion um Im Westen nichts Neues (1928–1930), dem Exil in Europa (1931–1939) und den USA (1939–1948), dem politischen Werk der 50er Jahre sowie zu den 60er Jahren bis zum Tod am 25. September 1970 in Locarno versucht die Ausstellung, die Brüche, Widersprüche und Kontroversen im Leben Remarques zu verdeutlichen und ihre Produktivität für das Werk hervorzuheben. Die zahlreichen auch psychischen Konflikte Remarques werden veranschaulicht und so versucht, den scheinbaren Widerspruch zwischen dem »Lebemann« und dem »militanten Pazifisten« aufzulösen sowie einen Einblick in seine Bekanntschaften, Freundschaften und Ehen zu geben. Zahlreiche Originale wie die Totenmaske oder der Originalschreibtisch Remarques ergänzen die Präsentation.
Einen weiteren Schwerpunkt der Ausstellung bildet die weltweite, zumeist sehr kontroverse Rezeption der Werke Remarques, die in mindestens 60 Sprachen übersetzt wurden und bis heute weltweit ein Millionenpublikum finden.

## Remarque-Archiv
Das Erich Maria Remarque-Archiv beherbergt die weltweit umfangreichste Sammlung von Materialien zu Erich Maria Remarque und stellt sie der Öffentlichkeit zur Verfügung. Schwerpunkt der Arbeit des Erich Maria Remarque-Archivs ist die Aufarbeitung von Leben und Werk Remarques. Eine Sammlung von Originalen und Materialien liefert den Grundstein, zahlreiche Bibliographien und Forschungsarbeiten das wissenschaftliche Instrumentarium für die intensive Auseinandersetzung mit dem Autor. Dauer- und Sonderausstellungen präsentieren die Sammlungen und vermitteln die Forschungsergebnisse der Öffentlichkeit. Darüber hinaus bietet das Remarque-Archiv allen Interessierten die Möglichkeit, sich anhand der zur Verfügung stehenden Materialien mit dem Autor zu beschäftigen. 

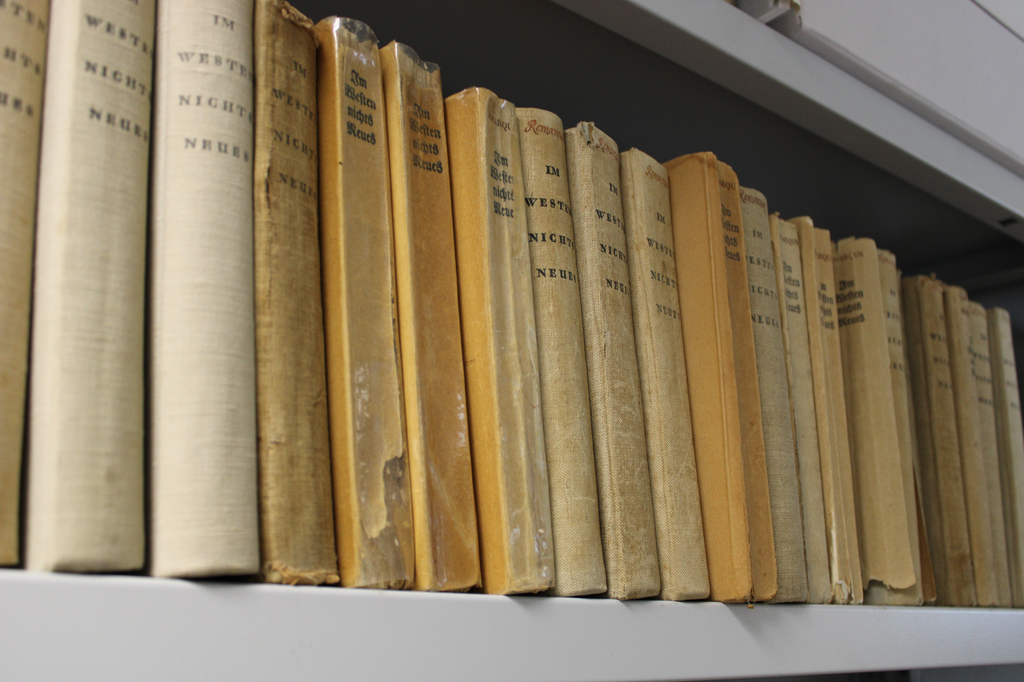
Buchausgaben des Romans »Im Westen nichts Neues« im Remarque-Archiv

### Entstehung des Archivs
Mit der Einrichtung der Erich Maria Remarque-Dokumentationsstelle im Fachbereich Sprach- und Literaturwissenschaft der Universität Osnabrück wurde 1985 die Osnabrücker Remarque-Forschung erstmals institutionalisiert. Noch zu Lebzeiten Remarques begann der Osnabrücker Hanns-Gerd Rabe, der Remarque seit den 1920er Jahren kannte, Dokumente und Materialien zu Leben und Werk des Autors zu sammeln, und konnte hierdurch viele Fundstücke für die in den 1980er Jahren beginnende wissenschaftliche Remarque-Forschung in Osnabrück sichern. Seine verdienstvolle Sammlung befindet sich heute im Niedersächsischen Staatsarchiv Osnabrück und stellt eine wesentliche Grundlage für die heutige Osnabrücker Remarque-Forschung dar.
Mit zunehmender wissenschaftlicher Beschäftigung mit dem Autor wurde deutlich, dass Biografie und Werk national und international nur unzureichend aufgearbeitet und von Legenden und Unrichtigkeiten bestimmt waren. Es fehlte das für eine intensive Forschung notwendige Instrumentarium. Die Erich Maria Remarque-Dokumentationsstelle sollte mit der Sammlung des Materials den Grundstein für den Aufbau eines Remarque-Archivs in der Stadt der Geburt und Jugend des weltberühmten Autors und literarischen Chronisten Deutscher Geschichte im 20. Jahrhundert legen.
Als Ergebnis publizierte die Dokumentationsstelle 1988 die zweibändige Erich Maria Remarque-Bibliographie. Quellen Materialien Dokumente, die, zugleich bibliografisches Verzeichnis und Nachweis der Osnabrücker Bestände, dokumentieren sollte, dass die in Osnabrück gesammelten Materialien eine gute Basis für die zukünftige Remarque-Forschung darstellen. Ebenfalls 1988 konnte durch eine Verzeichnung und Mikroverfilmung von großen Teilen des an der New York University verwahrten Nachlasses Remarques eine Verdoppelung des damaligen Archivbestandes erreicht werden. Schon zu diesem Zeitpunkt konnten die Bestände der Dokumentationsstelle in ihrem Umfang als weltweit einmalig bezeichnet werden.
Öffentlich zugänglich gemacht wurden die in der Dokumentationsstelle gesammelten und katalogisierten Bestände mit der Eröffnung des Erich Maria Remarque-Archivs am 26. Mai 1989. Zunächst in den Räumen der Universitätsbibliothek Osnabrück angesiedelt, wurde so die nationale und internationale Auseinandersetzung mit Leben und Werk Remarques intensiviert. Im November 1996 konnten die neuen Räume am heutigen Standort am historischen Marktplatz in Osnabrück bezogen werden.

### Möglichkeiten der Nutzung des Remarque-Archivs
- mündliche oder schriftliche Anfragen
- Studienaufenthalte im Remarque-Archiv (z. B. für Referate, Hausarbeiten, Abiturarbeiten, wissenschaftliche und journalistische Recherchen)
- Filmvorführungen von Remarque-Filmen (für Schulklassen oder andere interessierte Gruppen bis 20 Personen)
- Materialrecherche anhand der computergestützten Bibliographie des Archivs
- Angebote außerhalb der Institution:
  - Vorträge, Workshops und Diskussionsveranstaltungen zu Remarque in Schulen
  - Lehrerfortbildungen zu Remarque in der Schule, insbesondere zu Im Westen nichts Neues
  - Präsentation von Wanderausstellungen und Beratung bei der Entwicklung eines Begleitprogramms

## Arbeitsstelle Krieg und Literatur
1988 wurde dem Remarque-Archiv die Arbeitsstelle Krieg und Literatur angeschlossen.
Hier wird seither wissenschaftliche Literatur zum Thema »Krieg und Medien« (Literatur, Film, Radio, Fernsehen, Fotografie, Kunst, Theater) im 20. und 21. Jahrhundert gesammelt und verzeichnet, Tagungen veranstaltet und Publikationen zum Thema veröffentlicht.
Eine umfangreiche Sammlung von Primärtexten und Sekundärliteratur ist vorhanden und wird laufend ergänzt. Seit 1989 wird hier die wissenschaftliche Zeitschrift KRIEG UND LITERATUR/WAR AND LITERATURE herausgegeben, die 1995 in ein Jahrbuch umgewandelt wurde. Zusätzlich werden in unregelmäßigen Abständen Symposien zum Thema Krieg in den Medien durchgeführt, bei denen Wissenschaftler aus aller Welt ihre aktuellen Forschungsergebnisse vorstellen und diskutieren können.

## Sammlungsschwerpunkte

### Originalmaterialien
- Manuskripte (u. a. das Originalmanuskript von Im Westen nichts Neues) und Typoskripte
- Privat- und Geschäftskorrespondenz
- Gemälde und Zeichnungen von verschiedenen Künstlern zum Thema Remarque und Umfeld
- Konvolute, u. a. aus Nachlässen von Freunden und Bekannten Remarques sowie aus anderen Institutionen

### Buchbestände
- Ausgaben der Romane Remarques, darunter zahlreiche Erstausgaben in nahezu allen Schriftsprachen der Welt
- Umfeld-Literatur, darunter (Auto-)Biografien von Zeitgenossen Remarques
- Gegenschriften zu Im Westen nichts Neues aus den späten 1920er Jahren
- Sekundärliteratur, darunter wissenschaftliche Studien und Examensarbeiten
- Publikationen und Periodika des Remarque-Friedenszentrums
- Literatur zu den Themenschwerpunkten Krieg, Exil und Nationalsozialismus
- Nachschlagewerke

### Fotokopien-Bestand
- Primärliteratur, darunter veröffentlichte Schriften Remarques, Interviews, Briefe und Tagebücher, sowie unveröffentlichte Manuskripte
- Sekundärliteratur, darunter Materialien zu Biografie, Umfeld und Werk sowie zur allgemeinen Rezeption, die laufend erweitert werden

### Bildarchiv
Das Archiv sammelt intensiv jegliches Bildmaterial über Remarque bis hin zu Standfotos der Verfilmungen.

### Schallplattensammlung
Anfang 2014 erhielt das Erich Maria Remarque-Friedenszentrum von der New York University die umfangreiche Schallplattensammlung Remarques als Dauerleihgabe. Die Sammlung umfasst über 750 Tonträger verschiedener Formate aus dem Zeitraum der 1930er bis 1970er Jahre, die Remarque selbst oder seine zweite Ehefrau Paulette Goddard in Europa und den USA erwarben.

### Filmmaterialien
- Kopien der Verfilmungen nach den Werken Remarques, Filmplakate, Schallplatten der Filmmusiken sowie sonstige Materialien
- Tonträger und Videos mit Interviews, die mit Erich Maria Remarque geführt worden sind
- Medien zum thematischen Umfeld sowie Aufzeichnungen von Berichterstattungen über z. B. Ausstellungen oder andere öffentliche postume Ereignisse
- eine kontinuierlich erweiterte Sammlung von Kriegsfilmen

## Publikationen des Friedenszentrums
- Jahrbuch Krieg und Literatur/War and Literature

Internationales zweisprachiges Periodikum zum Thema »Krieg und Medien« im 20. und 21. Jahrhundert mit ausführlichem Informationsteil (Rezensionen, Kurzmeldungen zu Neuerscheinungen, Themenbibliografie).
- Erich Maria Remarque-Jahrbuch/Yearbook

Internationales zweisprachiges Periodikum zu Leben und Werk Erich Maria Remarques mit ausführlichem Informationsteil (Rezensionen, Bibliografie der Neuerscheinungen).
- Schriftenreihe des Erich Maria Remarque-Archivs

Monografien zu Erich Maria Remarque und zu Krieg und Medien im 20. und 21. Jahrhundert.
- Unterrichtsmaterialien
- Kataloge, Broschüren und Begleithefte

## Wanderausstellungen
Das Erich Maria Remarque-Friedenszentrum bietet folgende Wanderausstellungen zur Ausleihe an:
- Erich Maria Remarque – Militanter Pazifist/The Militant Pacifist

Die Ausstellung gibt anhand von zahlreichen, zum Teil erstmals zu sehenden Fotografien und Originaldokumenten einen detaillierten Einblick in Leben und Werk Erich Maria Remarques. Der besondere Schwerpunkt liegt dabei auf seinem humanistisch-politischen Engagement und seine Entwicklung zum »militanten Pazifismus«.
- Im Westen nichts Neues – Die Entstehung von Erich Maria Remarques Antikriegsroman

Erstmals in einer Ausstellung wird die Entstehung, Veröffentlichung und Rezeption von Im Westen nichts Neues nachgezeichnet. Anhand von zum Teil erstmals gezeigten Originaldokumenten wird die Ausstellung die Geschichte von den ersten Entwürfen des Soldaten Remarques noch im Ersten Weltkrieg über die langwierige Konzeption des endgültigen Textes in der Weimarer Republik erläutern.
- Im Westen nichts Neues – Bilder einer Graphic Novel von Peter Eickmeyer nach dem Roman von Erich Maria Remarque

Die Veröffentlichung von Peter Eickmeyers Graphic Novel Im Westen nichts Neues nach Erich Maria Remarques Roman im Jahr 2014 löste international eine äußerst positive Resonanz aus. Die Originalgrafiken wurden von der Niedersächsischen Sparkassenstiftung, der Sparkasse Osnabrück und den Sparkassen im Osnabrücker Land angekauft und können im Original oder in zwei verschiedenen Reproduktionsvarianten entliehen werden.
- Im Westen nichts Neues – Graphic Novel

In seiner Graphic Novel Im Westen nichts Neues setzt Peter Eickmeyer die von Remarque beschriebenen Bilder graphisch um. Die Ausstellung geht auf die Geschichte und Erzählweise des Mediums Graphic Novel ein und erläutert die Besonderheiten der Arbeiten von Peter Eickmeyer. Die Quellen des Künstlers werden ebenso erläutert wie die Verweise auf Werke anderer Künstler wie Pablo Picasso oder Otto Dix oder auf zeitgenössische Fotografien.
- Hunde im Krieg – Hunde als Waffe

Erstmals in Deutschland zeichnet die Ausstellung Hunde im Krieg – Hunde als Waffe die Geschichte der Verwendung von Hunden in Konflikten detailliert und anschaulich nach. Die Ausstellung bietet reich illustriert und anhand von Originalexponaten Informationen zur Verwendung von Hunden im I. und II. Weltkrieg und im Vietnamkrieg mit einem Ausblick auf die Gegenwart.
- Hans Calmeyer und die Judenrettung in den Niederlanden

Die Ausstellung thematisiert das Leben und Werk des Osnabrücker Rechtsanwalts Hans Georg Calmeyer (1903–1972), der während der deutschen Besatzung der Niederlande Tausende von Juden vor der Deportation und damit vor der Ermordung in den NS-Vernichtungslagern bewahrte. Schwerpunkt der Ausstellung ist Calmeyers Zeit in den Niederlanden.